# Eremulus curviseta
Eremulus curviseta är en kvalsterart som beskrevs av Hammer 1971. Eremulus curviseta ingår i släktet Eremulus och familjen Eremulidae. Inga underarter finns listade i Catalogue of Life.